# Tenebryzm

Przykład zastosowania tenebryzmu w malarstwie Rembrandta (tzw. Straż nocna, 1642)

Tenebryzm (z łac. tenebrae – ciemności, mrok) – w dawnym malarstwie europejskim sposób kompozycji obrazu, polegający na użyciu ciemnej tonacji barwnej, z której ludzkie postacie i przedmioty wydobywano z mrocznego tła ostrym światłocieniem. W manierze tej umieszczane często w scenerii nocnej wyobrażenia umiejętnie kontrastowano z niezwykłymi efektami oświetlenia. 
Tenebryzm stosowany był w malarstwie północnowłoskim w drugiej połowie XVI wieku (maniera tenebrosa, tenebroso) oraz w malarstwie barokowym, zwłaszcza w twórczości Caravaggia i jego naśladowców (caravaggionizm), a także Rembrandta i uczniów jego szkoły. Należeli do nich przede wszystkim Gerard Dou, Barent Fabritius,  Gerbrand van den Eeckhout, Nicolaes Maes, Ferdinand Bol, Aert de Gelder.   
Malarze tworzący w tej manierze, określani umownie jako tenebristi, nie stanowili osobnego ugrupowania artystycznego i nazwę tę nadano im później. Działający pod wpływem Tintoretta i Caravaggia artyści włoscy tworzyli m.in. w środowisku neapolitańskim i weneckim – również należący do rodziny Bassano, jak Jacopo Bassano czy Francesco Bassano.